# Joe Palooka (pel·lícula)
Joe Palooka (original: Palooka) és una pel·lícula de comèdia estatunidenca de 1934 dirigida per Benjamin Stoloff i protagonitzada per Stuart Erwin. Està basada en el còmic homònim de Ham Fisher. La pel·lícula també es coneix com The Great Schnozzle al Regne Unit. Està doblada al català.

## Argument
Joe Palooka és un jove ingenu el pare del qual, en Pete, era un campió de boxa. Però el seu estil de vida va fer que la mare d'en Joe, la Mayme, el deixés i s'emportés el jove Joe al camp per criar-lo. Però quan un entrenador descobreix el talent natural de boxa d'en Joe, aquest decideix seguir-lo a la gran ciutat, on es converteix en campió i comença a seguir el camí de la disbauxa del seu pare.

## Repartiment
- Stuart Erwin com Joe Palooka
- Jimmy Durante com Knobby Walsh
- Lupe Vélez com Nina Madero
- Marjorie Rambeau as Mayme Palooka
- Robert Armstrong com Pete 'Goodtime' Palooka
- Mary Carlisle com Anne
- Thelma Todd com Trixie
- Gus Arnheim com director d'orquestra
- Tom Dugan com Whitey, Joe's Trainer
- Louise Beavers com Crystal
- Fred Toones com Smokey
- William Cagney, germà de James Cagney com Al McSwatt
- Rolfe Sedan com Alphonse

## Producció
La pel·lícula va ser la segona pel·lícula que Edward Small va fer sota un acord amb United Artists. Small va comprar els drets de la cançó "Inka Dinka Doo" específicament per a la pel·lícula.